# Bourgaltroff
 Bourgaltroff  es una población y comuna francesa, en la región de Lorena, departamento de Mosela, en el distrito de Château-Salins y cantón de Dieuze.

## Demografía
| 246 | 251 | 207 | 226 | 238 | 239 |
| Para los censos de 1962 a 1999 la población legal corresponde a la población sin duplicidades (Fuente: INSEE [Consultar]) |     |     |     |     |     |